# Gente risonha
Gente risonha : palavras sobre a caricatura e alguns caricaturistas do nosso tempo no primeiro serão d'arte do Salão dos Humoristas do Porto da autoria de Nuno Simões foi publicado em Lisboa, no ano de 1915, pela Livraria Clássica Editora, com um total de 23 páginas. Pertence à rede de Bibliotecas municipais de Lisboa e é considerado uma "raridade bibliográfica".